# حمامة بازل (طابع)
طابع حمامة بازل (بازل الألمانية: بازلر ديبلي، بالألمانية: بازلر تاوب) هو طابع بريد بارز أصدره اقليم بازل السويسري في 1 يوليو 1845، بقيمة 2½-رابن. طُبع الطابع باللون الأسود والقرمزي والأزرق وكان أول طابع ثلاثي الألوان في العالم والطابع البريدي الوحيد الذي أصدرته بازل.
كان الطابع، الذي صممه المهندس المعماري ملكيور بيري يحمل صورة حمامة بيضاء منقوشة تحمل رسالة في منقارها، ونُقش عليه "STADT POST BASEL". كان صالحاً للاستخدام حتى 30 سبتمبر 1854، وبحلول ذلك الوقت كان قد طُبع منه 41,480 طابعاً.
في ذلك الوقت، كان كل منطقة أو اقليم مسؤولاً عن الخدمة البريدية الخاصة بهِ. لم تكن هناك أسعار بريدية موحدة لسويسرا إلا بعد إنشاء خدمة بريدية على مستوى البلاد في 1 يناير 1849. وكانت المناطق أو الأقاليم الأخرى الوحيدة التي أصدرت طوابع بريدية خاصة بها هي مدينتا زيورخ وجنيف.

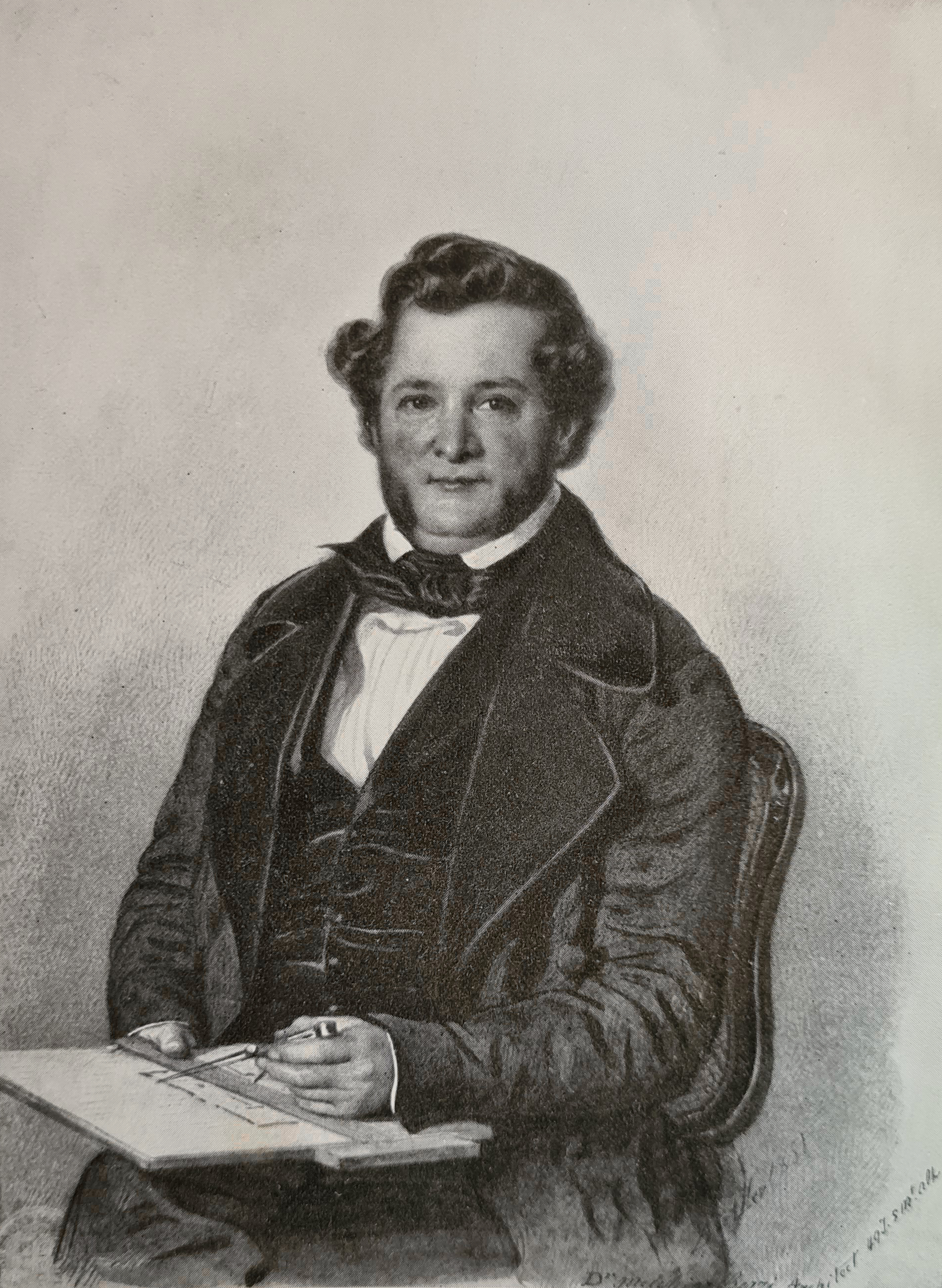
المهندس الرسام ملكيور بيري الذي كان الطابع من تصميمه - 1851

## صور

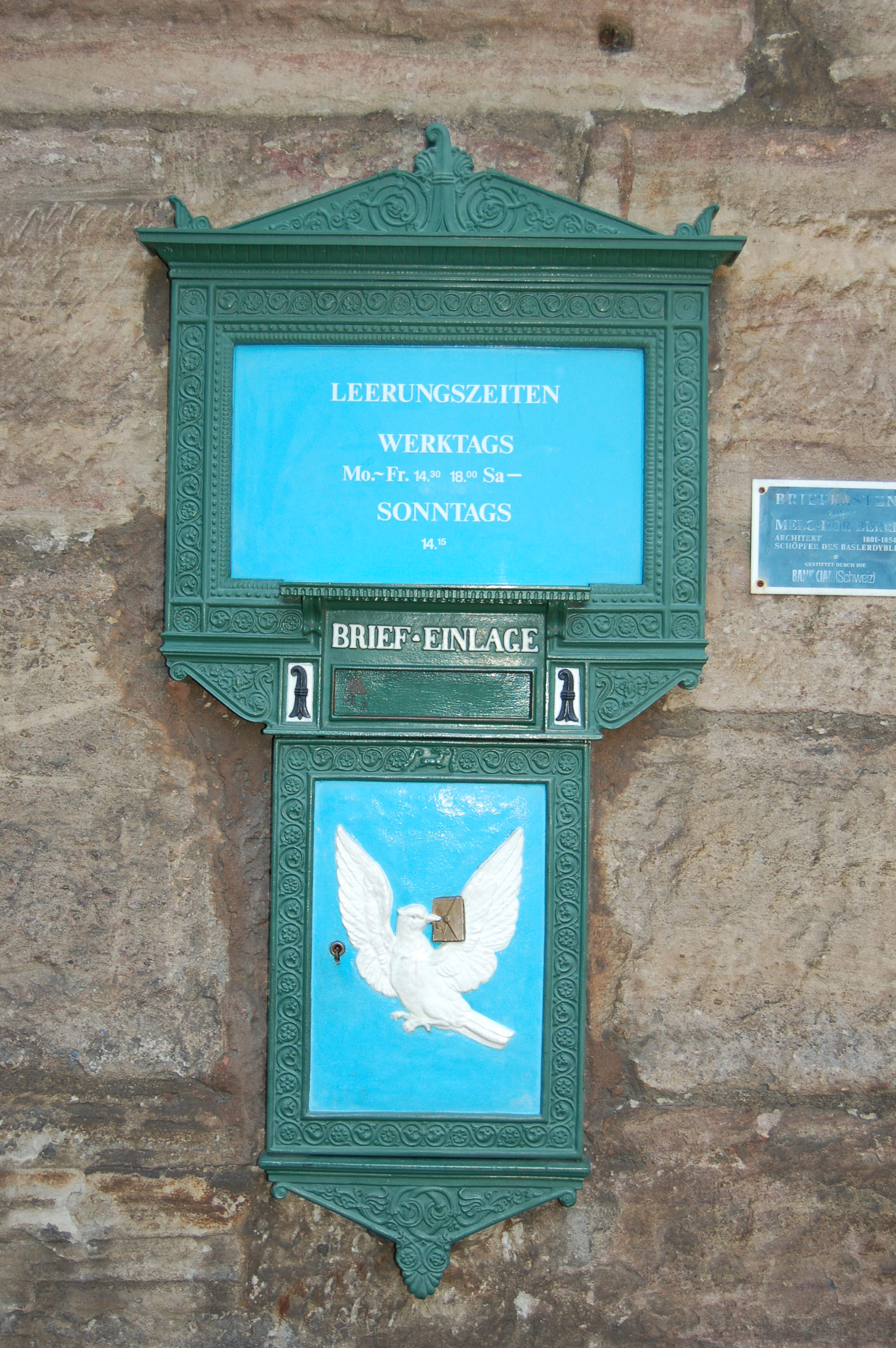
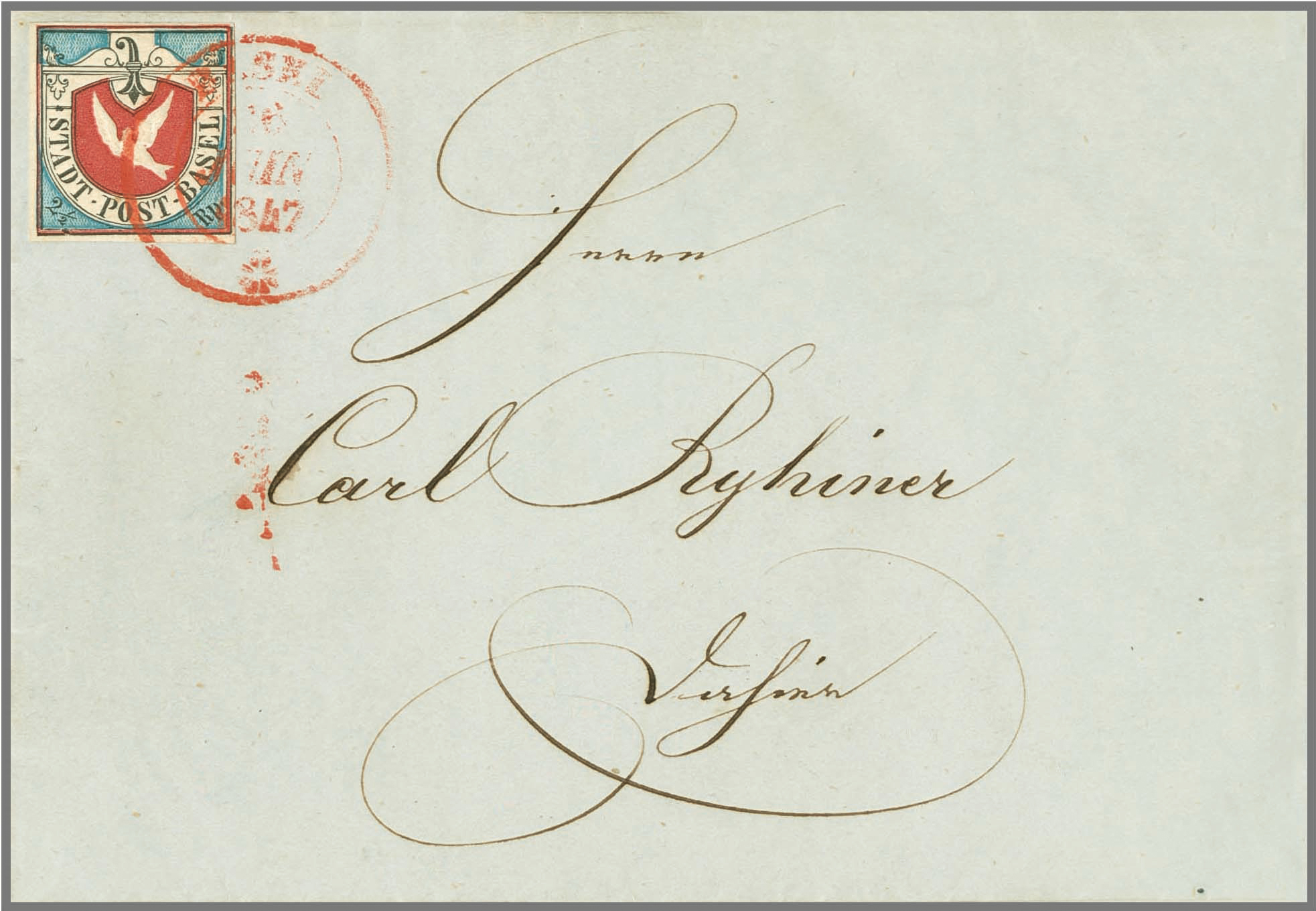
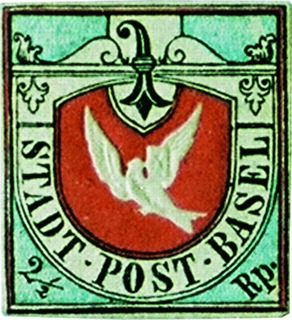
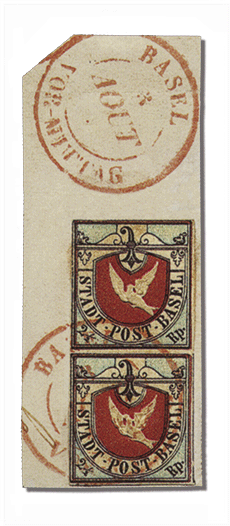
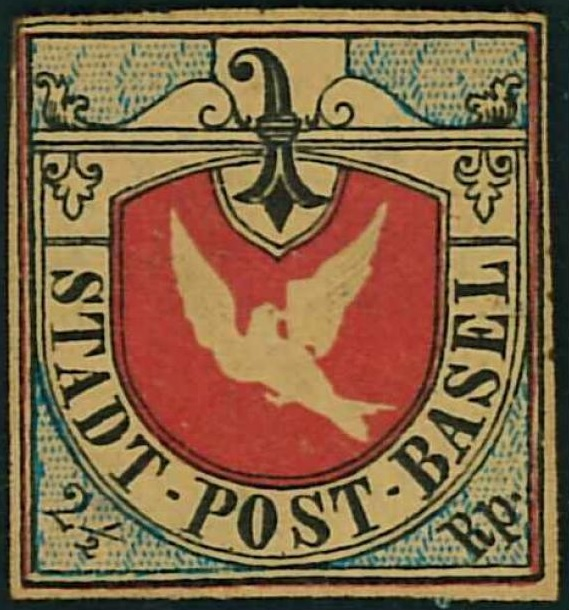
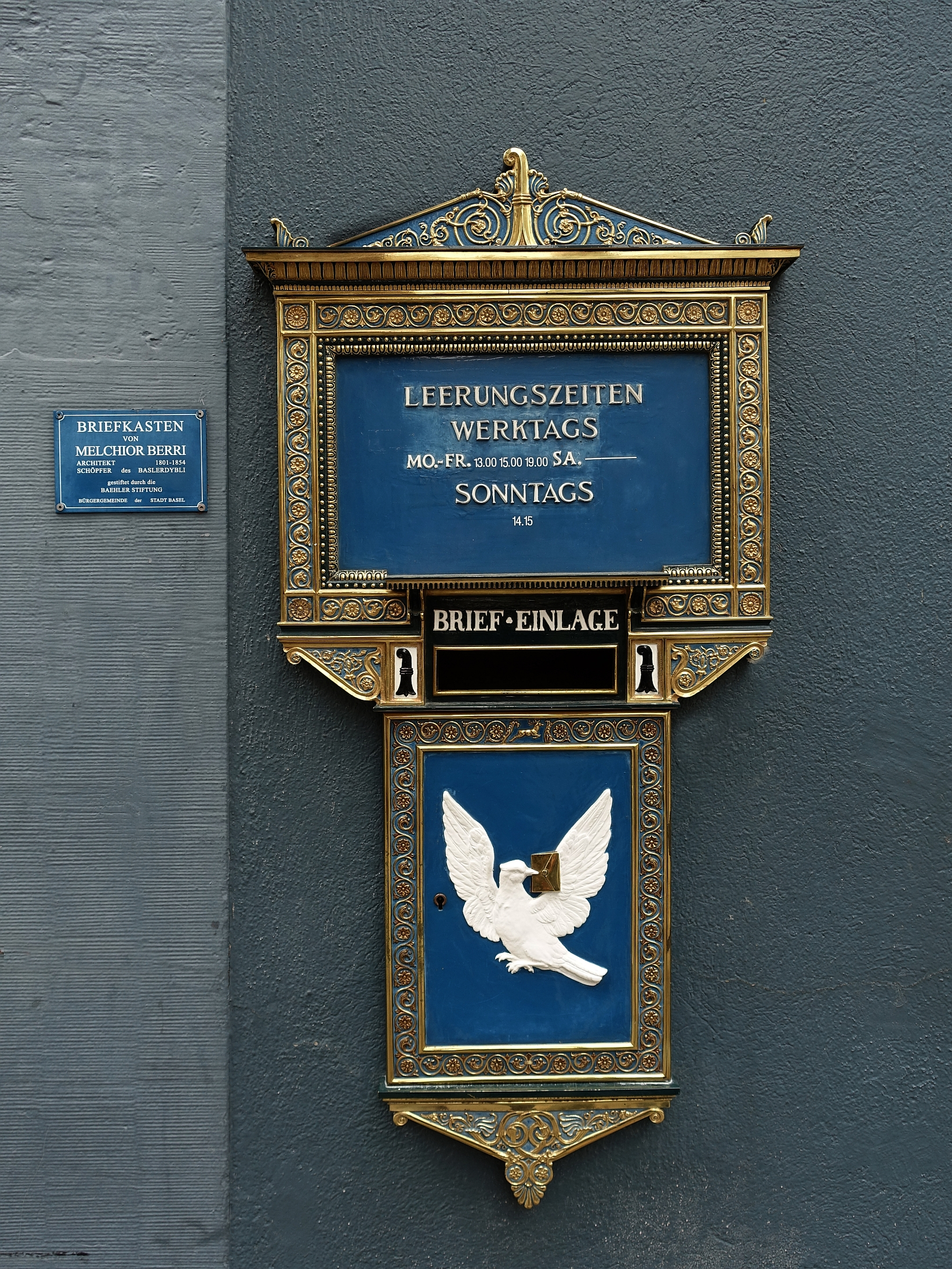